# Lipat Kajang
Lipat Kajang is een bestuurslaag in het regentschap Aceh Singkil van de provincie Atjeh, Indonesië. Lipat Kajang telt 1481 inwoners (volkstelling 2010).